# 明馬丁
明馬丁（西班牙語：Martin Musa Musaubach，1982年5月23日—），是出身於阿根廷布宜諾斯艾利斯省拉普拉塔的鋼琴家。他同時是鍵琴手，身兼作曲、編曲、歌曲製作人的身份，並常常在不同大小樂團中擔任團長或重要角色。
Musa現在以台灣為家，以及作為他主要的工作基地。他的中文名字明馬丁，是在台灣簽證結婚證書的時候而改的，「明」是為了紀念祖父Mingo而立的中文姓氏。2022年3月，以高專人才條件取得中華民國國籍與身分證。

## 演出經驗
作為鋼琴家和鍵盤手，在音樂生涯中Musa現場演出過的地方很多，舞臺足跡遍及亞洲南北多國、南北美洲、歐洲等不同地方和大小城市。與他合作過的亞洲音樂人包括盧廣仲、曹格、王若琳、MATZKA、Olivia Ong (王儷婷)、梁心頤、家家、阿爆、Depapepe、安溥 (張懸)、黃鴻升、杜德偉和A-Lin等等。
在2016至2018年，Musa在A-Lin的Sonar及I’m A-Lin世界巡迴演唱會上擔任現場鍵盤手。

## 3690 專輯‧音樂工作室
2013年、Musa在台灣發行他的第一張音樂專輯3690之後，奧地利鋼琴品牌Bösendorfer為他贊助了特別鋼琴型號214，自此這鋼琴成為他在台灣演出及錄音的指定樂器。
首張專輯發行後，Musa分別在台灣、南美、日本等地宣傳，並於2015年在美國Légère Jazz Jam of the Winter NAMM Show in L.A與一眾格林美提名得獎者Gerald Albright (Quincy Jones, Anita Baker, Phil Collins)、George Garzone (New York University/Berklee College of Music woodwinds faculty)和Jeff Kashiwa (The Rippingtons)同台演出他的作品，同時為義大利品牌Studiologic代言產品。

## All Kinds of Good (專輯)
Musa在台灣擁有他的音樂製作公司3690，這也是他發行第一張音樂專輯的名字。成立3690之後，於2016年5月，他發行了第二張音樂專輯All Kinds of Good。這張專輯讓Musa在台灣、日本超過10個城市巡迴演出，包括2016年池袋爵士音樂節(以作為專輯發行日本巡迴演出的結束)、台北爵士音樂節及台中爵士音樂節的現場表演；而Musa在2017及2018年也再度被邀請到同樣的音樂節上演出。
All Kinds of Good這張專輯，在2017年為Musa得到6個音樂獎項入圍提名，以及獲得兩個獎項，包括：
【第28屆金曲獎】
- 最佳專輯獎 入圍專輯
- 最佳專輯製作人獎 入圍者
- 最佳作曲人獎 入圍者

【第8屆金音創作獎】
- 最佳專輯獎 入圍專輯
- 最佳樂手獎 獲獎
- 最佳爵士專輯獎 獲獎
- 最佳爵士單曲獎 入圍提名作品(Sky+Diving, All Kinds of Good)

有關金音獎的兩個得獎獎項，Musa是在同一項目中第一個獲獎的獨立音樂人兼外國人。
在2018年第9屆金音創作獎，Musa獲台灣文化部邀請成為不投票評審成員；而他在Soy La Ley樂團協力演出的歌曲Dreamer’s Blue，也在同一年度的最佳爵士單曲獎項中獲得最佳爵士單曲的獎項。

## 最新動態
目前，Musa正在準備他的第三張音樂專輯ON -the 大里 Sessions-。他將在這張專輯中實驗各種曾經為他帶來影響和啟發的音樂類型，例如拉丁美洲音樂、電子音樂、傳統國樂及台灣原住民音樂。
另外，Musa正在為Indigo Soul Children音樂企劃製作音樂。這張同名專輯受惠於台灣文化部補助獎勵，創作成員包括張惠妹的合唱團成員兼獨立唱作歌手Pin，以推動本地華語流行音樂發展。

## 音樂教學
在亞太地區及華語音樂氛圍下工作了9年之後，Musa決定成立20th Century Popular Music Course課程，去回饋及推動音樂教育與發展。這是Musa親自教授、完全免費的音樂課程，為想學習音樂的人和專業音樂人教授樂理與音樂文化歷史、即興音樂演奏學習，音樂類型覆蓋探戈、藍調到流行音樂等不同領域。

## 回饋
從小苦苦自學，到現在成為鋼琴手，Musa覺得對音樂有熱忱、希望追尋音樂的人，最好就是能夠被支持、有機會學習和成長，還有讓天份和努力得到發揮的機會。這也一是Musa推動音樂課程並決定為想學習音樂的人提供免費教學的主要原因。
Musa的座右銘和理想，啟發來自他喜愛的英國哲學家伯特蘭·羅素：

## 外部連結
- Musaubach homepage （页面存档备份，存于）
- Musaubach facebook （页面存档备份，存于）

## 註解
1. ↑  . 自由電子報. 2012-12-13  [2013-09-26]. （原始内容存档于2013-09-27）.
2. ↑  金音獎最佳樂手等7名文教類高專人才 歸化為台灣人 （页面存档备份，存于），中央社，2022/3/2